# Betastrahlung

β^{−}-Strahlung (freigesetzte Elektronen beim β^{−}-Zerfall)

β^{+}-Strahlung (freigesetzte Positronen beim β^{+}-Zerfall)

Betastrahlung oder β-Strahlung ist eine Strahlung aus energiereichen Elektronen (dann genauer „β−-Strahlung“ genannt) oder Positronen (dann genauer „β+-Strahlung“), die beim Betazerfall auftreten, einem Typ des radioaktiven Zerfalls von Atomkernen. Die emittierten Teilchen werden auch als Betateilchen bezeichnet. Nicht zur Betastrahlung zählen die (Anti-)Neutrinos, die bei diesem Prozess ebenfalls entstehen.
Die kinetische Energie der Betateilchen liegt zwischen (nahezu) Null bis und einer maximalen Energie, die je nach radioaktivem Nuklid (Atomkernsorte) verschieden ist und typischerweise einige hundert Kiloelektronenvolt oder wenige Megaelektronenvolt beträgt. Die Reichweite in Luft beträgt maximal einige Meter; ein dickes Buch, eine dicke Plexiglasscheibe oder eine dünne Aluminiumplatte schirmen Betastrahlung vollständig ab.  
Der Name stammt von der ersten Einteilung der ionisierenden Strahlen aus radioaktiven Prozessen in Alphastrahlen, Betastrahlen und Gammastrahlen, die in dieser Reihenfolge steigende Durchdringungsfähigkeit von Materie zeigen.

## Entstehung
Der Betazerfall ist eine Art des radioaktiven Zerfalls von Atomkernen. Beim β−-Zerfall wandelt sich ein elektrisch neutrales Neutron in ein positiv geladenes Proton um. Dabei entsteht zusätzlich ein negativ geladenes Elektron und ein neutrales Elektron-Antineutrino, die mit hoher Energie ausgestrahlt werden. Beim β+-Zerfall wandelt sich ein Proton in ein Neutrum um, und ein positiv geladenes Positron sowie ein Elektron-Neutrino werden emittiert. Bei beiden Zerfallsvorgängen wandelt sich der Kern in einen Atomkern mit derselben Massenzahl, aber um Eins geänderter Ordnungszahl um.
In der Anfangszeit der Kernphysik führte die Beobachtung von Beta-Elektronen vorübergehend zu dem Fehlschluss, Elektronen seien Bestandteile des Atomkerns. Nach heutigem Wissen werden jedoch die beiden emittierten Teilchen erst zum Zeitpunkt der Kernumwandlung erzeugt. Das nicht ganz passende Wort „Zerfall“ wird aber weiterhin verwendet.
Dass Beta-Minus-Strahlen tatsächlich dieselbe Teilchenart sind wie die Elektronen der Atomhülle, zeigt sich in ihrer Wechselwirkung mit Materie. Das Pauli-Prinzip, das nur für identische Teilchen gilt, verhindert, dass das Elektron nach dem Abbremsen in bereits besetzte Zustände eines neutralen Atoms eingefangen wird. Mit Beta-Minus-Strahlen ist dieser Einfang tatsächlich nie beobachtet worden, während für andere negativ geladene Teilchen, beispielsweise Myonen, dieser Einfang nicht verboten ist und auch beobachtet wird.

## Energiespektrum

### Freigesetzte Energie
Die Umwandlungsenergie wird als Massendifferenz zwischen Ausgangsatom (Ordnungszahl Z) und Endatom (Ordnungszahl Z±1) definiert. Diese Energie entspricht gemäß der Äquivalenz von Masse und Energie {\displaystyle E_{0}=mc^{2}} der Massendifferenz zwischen Mutteratom X und Tochteratom Y:
{\displaystyle \Delta E=\left(m({}_{Z}^{A}\mathrm {X} )-m({}_{Z\pm 1}^{\ \;A}\mathrm {Y} )\right)\cdot c^{2}.}
Sie besteht hauptsächlich aus:
- kinetische Energie des Betateilchens,
- kinetische Energie des (Anti-)Neutrinos,
- Rückstoßenegie des Tochterkerns (klein),
- im Fall von β+: {\displaystyle 2m_{\mathrm {e} }c^{2}=1022\;\mathrm {keV} }

Der letztgenannte Anteil ist die doppelte Ruheenergie eines Elektrons oder Positrons, denn das Positron muss erzeugt werden, und die Umwandlungsenergie als Massendifferenz zwischen Ausgangsatom definiert, die jeweils als neutral angenommen werden; das Endatom hat ein Elektron weniger als das Ausgangsatom. Der β+-Zerfall kann daher nur auftreten, wenn die Umwandlungsenergie des Übergangs mindestens 1022 keV beträgt.
Die Energieverteilung von Betastrahlung (Beta-Spektrum) ist im Gegensatz zu Alphastrahlung kontinuierlich, da sich die beim Zerfall frei werdende Energie nicht auf zwei, sondern auf drei Teilchen – Atomkern, Elektron/Positron sowie Antineutrino/Neutrino – verteilt. Unter Erhaltung des Gesamtimpulses sind deshalb die Energien der einzelnen Teilchen nicht festgelegt (siehe Kinematik (Teilchenprozesse)).
Die Form des Spektrums in der Nähe der maximalen Elektronen- oder Positronenenergie gibt Auskunft über die noch unbekannte Masse des Elektron-Neutrinos bzw. -Antineutrinos. Dazu muss das hochenergetische Ende (die letzten 1 bis 2 eV) eines Betaspektrums mit sehr hoher Genauigkeit vermessen werden. Ein abruptes Ende im Gegensatz zu einem kontinuierlichen Abfall bei der Höchstenergie würde eine von Null verschiedene Neutrinomasse zeigen und ihr Wert könnte bestimmt werden. Vorzugsweise erfolgt die Messung beim Betazerfall von Nukliden mit geringer Zerfallsenergie wie Tritium (Experiment KATRIN).

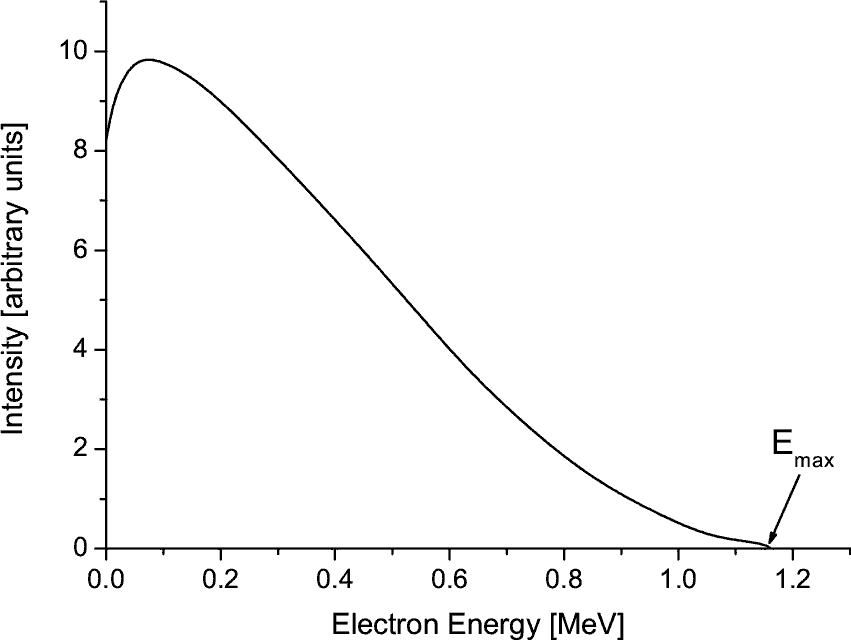
Beta-Elektronenspektrum von ^{210}Bi: Aufgetragen ist (in willkürlichen Einheiten) die Anzahl Elektronen pro Energieintervall als Funktion der kinetischen Energie, mit der das Elektron das Atom verlassen hat. Diese ist infolge der elektrischen Anziehung etwas kleiner als die Energie, die das Elektron hätte, wenn der Kern ungeladen wäre (Coulombverschiebung).

Die Abbildung zeigt ein einfaches gemessenes Elektronenspektrum. Komplexere Spektren treten auf, wenn Betaübergänge zu verschiedenen Energieniveaus des Tochterkerns sich überlagern.
| Isotop         | Energie (keV) | Zerfall | Anmerkungen                               |
| -------------- | ------------- | ------- | ----------------------------------------- |
| freies Neutron | 0782,33       | β−      |                                           |
| 003H (Tritium) | 0018,59       | β−      | zweitniedrigste bekannte β−-Höchstenergie |
| 011C           | 0960,4        | β+      |                                           |
| 014C           | 0156,475      | β−      |                                           |
| 020F           | 5390,86       | β−      |                                           |
| 037K           | 5125,48       | β+      |                                           |
| 187Re          | 0002,467      | β−      | niedrigste bekannte β−-Höchstenergie      |
| 210Bi          | 1162,2        | β−      |                                           |

### Konversionselektronen
Messungen der Energieverteilung der Elektronen von Betastrahlung ergeben oft Spektren, die neben dem breiten Kontinuum auch scharfe Linien (Peaks) enthalten. Dabei handelt es sich um Elektronen, die durch Innere Konversion eines angeregten Kernzustands aus der Hülle emittiert wurden. Dieser Anteil des Spektrums wurde früher, obwohl er mit dem eigentlichen Betazerfall nichts zu tun hat, als diskretes Betaspektrum bezeichnet.

### Innere Bremsstrahlung
Bei einem Betazerfall werden elektrisch geladene Teilchen beschleunigt, daher tritt elektromagnetische Strahlung in Form von Bremsstrahlung auf. Zur Unterscheidung von der Bremsstrahlung, die beim Abbremsen der Betateilchen in Materie entsteht, heißt diese Form innere Bremsstrahlung. Sie wurde erstmals von Aston im Jahr 1927 beschrieben. Eine theoretische Behandlung erfolgte 1949 durch Wang Chang und Falkoff. Die Intensität der inneren Bremsstrahlung ist frequenzunabhängig bis zu einer maximalen Frequenz, die aus dem Energieerhaltungssatz folgt. Ihre Polarisation liegt in der Ebene von Flugrichtung des Betateilchens und der Beobachtungsrichtung, ihre Energie ist in klassischer Näherung
{\displaystyle E_{\mathrm {Str} }\approx {\frac {2\alpha }{\pi }}\left[{\frac {c}{v}}\operatorname {artanh} {\frac {v}{c}}-1\right]{\frac {m_{\mathrm {e} }c^{2}}{\sqrt {1-v^{2}/c^{2}}}}}
mit der Feinstrukturkonstanten {\displaystyle \alpha }, der Lichtgeschwindigkeit {\displaystyle c}, der Elektronenmasse {\displaystyle m_{\mathrm {e} }} und der Geschwindigkeit des Betateilchens {\displaystyle v}. Die Größe {\displaystyle \operatorname {artanh} (v/c)} wird auch Rapidität genannt. Für langsame Betateilchen, {\displaystyle v\ll c}, ist dieser Energieverlust vernachlässigbar. Für hochenergetische Betateilchen kann die Beziehung durch
{\displaystyle E_{\mathrm {Str} }\approx {\frac {2\alpha }{\pi }}\left[\ln {\frac {2E_{\beta }}{m_{\mathrm {e} }c^{2}}}-1\right]E_{\beta }}
mit der Energie des Betateilchens {\displaystyle E_{\beta }} genähert werden. Selbst für hochenergetische Teilchen mit einer Energie von 5 MeV liegt der Verlust durch Strahlung nur in der Größenordnung von einem Prozent.
Die Winkelverteilung dieser inneren Bremsstrahlung ist durch
{\displaystyle {\frac {\mathrm {d} E_{\mathrm {Str} }}{\mathrm {d} \theta }}={\frac {\alpha }{2\pi }}{\frac {v^{2}}{c^{2}}}{\frac {\sin ^{2}\theta }{(1-v/c\cos \theta )^{2}}}E_{\beta }}
gegeben und ist identisch zur Winkelverteilung von äußerer Bremsstrahlung.
Auch beim Elektroneneinfang wird durch das Verschwinden der elektrischen Ladung und des magnetischen Moments des Elektrons Strahlung freigesetzt. Dies kann nicht in einer klassischen Theorie beschrieben werden. Eine Erklärung lieferten Martin und Glauber 1957. Die semiklassische Behandlung des Problems ergibt für die differentielle Intensitätsverteilung
{\displaystyle {\frac {\mathrm {d} I}{\mathrm {d} \omega }}\approx {\frac {3\alpha ^{3}\hbar }{32\pi }}Z^{2}{\frac {\omega ^{2}(\omega ^{2}+\omega _{0}^{2})}{(\omega ^{2}-\omega _{0}^{2})^{2}}}+{\frac {\alpha \hbar ^{3}}{2\pi }}{\frac {\omega ^{2}}{(m_{\mathrm {e} }c^{2})^{2}}}\left(1-{\frac {\hbar \omega }{E_{0}}}\right)^{2}}
mit der reduzierten Planck-Konstante {\displaystyle \hbar }, der Kernladungszahl {\displaystyle Z}, der charakteristischen Frequenz des {\displaystyle {}^{2}\mathrm {p} \to {}^{1}\mathrm {s} \,}-Übergangs {\displaystyle \omega _{0}=3Z^{2}R_{y}/\hbar } mit der Rydberg-Energie {\displaystyle R_{y}} und der gesamten freiwerdenden Energie des Elektroneneinfangs {\displaystyle E_{0}}. Der erste Term stammt dabei von der elektrischen Ladung, der zweite vom magnetischen Moment.
In dieser Näherung tritt eine (nicht integrierbare) Polstelle bei {\displaystyle \omega _{0}} auf. Dies ist durch die halbklassische Betrachtungsweise, das Elektron befände sich auf einer Kreisbahn um den Atomkern, zu erklären: Klassisch würde das Elektron auf dieser Kreisbahn ständig Synchrotronstrahlung emittieren.

### Polarisation
Betastrahlung ist in ihrer Emissionsrichtung longitudinal spinpolarisiert, das heißt, schnelle β−-Teilchen haben eine Polarisation entgegen der Flugrichtung (anschaulich: bewegen sich wie eine Linksschraube), schnelle β+-Teilchen eine Polarisation in Flugrichtung. Dies ist eine grundlagenphysikalisch interessante Eigenschaft der schwachen Wechselwirkung, da sie die Nichterhaltung der Parität beweist. Für Wirkungen und Anwendungen der Strahlung spielt sie jedoch praktisch keine Rolle.

## Wechselwirkung mit Materie
Wenn ein Betateilchen in Material eindringt, findet durch Stöße mit den Elektronen Energieübertragung auf das Material und Ionisierung statt, wodurch das Betateilchen in einer oberflächennahen Schicht vielfach abgelenkt und abgebremst wird.
Ist das eindringende Teilchen ein Positron (β+-Teilchen), reagiert es sehr bald nach dem Abbremsen mit einem Elektron, also seinem Antiteilchen. Dabei kommt es, möglicherweise nach einer kurzen Phase als Positronium, zur Annihilation. Ergebnis dieser Annihilation sind (meist) zwei Photonen im Gammabereich.

### Nachweis
Betastrahlung kann durch ihre Wechselwirkung mit Materie nachgewiesen werden, z. B. mit Teilchendetektoren wie Ionisationskammern oder anderen Zählrohrtypen, Szintillationszählern, Halbleiterdetektoren oder Tscherenkow-Zählern.
Bei der Positronen-Emissions-Tomographie wird zum Nachweis der β+-Teilchen genutzt, dass bei ihrer Annihilation zwei Gammastrahlungsphotonen gleichzeitig emittiert werden.

### Biologische Wirkung
Ist der menschliche Körper von außen kommenden Betastrahlen ausgesetzt, werden nur Hautschichten geschädigt. Dort kann es aber zu intensiven Verbrennungen und Spätfolgen wie Hautkrebs kommen. Sind die Augen der Strahlung ausgesetzt, kann es zur Linsentrübung kommen.
Werden Betastrahler in den Körper aufgenommen (inkorporiert), können hohe Strahlenbelastungen in der Umgebung des Strahlers die Folge sein. Gut dokumentiert ist Schilddrüsenkrebs als Folge von radioaktivem Iod-131 (131I), das sich in der Schilddrüse sammelt. In der Literatur findet man auch Befürchtungen, dass Strontium-90 (90Sr) zu Knochenkrebs und Leukämie führen kann, da sich Strontium in den Knochen anreichert wie Calcium.

### Strahlenschutz
| Nuklid | Energie    | Luft   | Plexiglas | Glas |
| ------ | ---------- | ------ | --------- | ---- |
| 187Re  | 2,5 keV    | 1 cm   |           |      |
| 3H     | 19,0 keV   | 8 cm   |           |      |
| 14C    | 156,0 keV  | 65 cm  |           |      |
| 35S    | 167,0 keV  | 70 cm  |           |      |
| 131I   | 600,0 keV  | 250 cm | 2,6 mm    |      |
| 32P    | 1710,0 keV | 710 cm | 7,2 mm    | 4 mm |

Betastrahlen lassen sich mit einem einige Millimeter dicken Absorber (beispielsweise Aluminiumblech) gut abschirmen. Allerdings wird dabei ein Teil der Energie der Betateilchen in Röntgen-Bremsstrahlung umgewandelt. Um diesen Anteil zu verringern, sollte das Abschirmmaterial möglichst leichte Atome aufweisen, also von geringer Ordnungszahl sein. Dahinter kann dann ein zweiter Absorber aus Schwermetall die Bremsstrahlung abschirmen.
Für β-Strahler lässt sich eine materialabhängige maximale Reichweite feststellen, denn β-Teilchen geben ihre Energie (so wie Alphateilchen) in vielen Einzelstößen an Atomelektronen ab; die Strahlung wird also nicht exponentiell abgeschwächt wie monoenergetische Gammastrahlung. Aus dieser Erkenntnis resultiert die Auswahl abschirmender Materialien. Für einige der in der Forschung verbreiteten β-Strahler sind in der nebenstehenden Tabelle die maximalen Reichweiten in Luft, Plexiglas und Glas berechnet. Eine 1 cm dicke Plexiglasabschirmung kann bei den angegebenen Energien eine sichere Abschirmung ergeben.
Bei β+-Strahlung ist zu beachten, dass sich die β+-Teilchen mit Elektronen annihilieren (siehe oben), wobei meist zwei Photonen mit 511 keV Energie (entsprechend der Masse des Elektrons bzw. Positrons) frei werden. Diese Vernichtungsstrahlung liegt damit im Bereich der Gamma-Strahlung.

## Anwendungen
In der Nuklearmedizin werden Betastrahler (z. B. 131I, 90Y) in der Radionuklidtherapie verwendet. In der nuklearmedizinischen Diagnostik werden die β+-Strahler 18F, 11C, 13N und 15O bei der Positronen-Emissions-Tomographie als radioaktive Markierung der Tracer eingesetzt. Ausgewertet wird dabei die durch Paarvernichtung entstehende Strahlung. In der Strahlentherapie werden Betastrahler (z. B. 90Sr, 106Ru) in der Brachytherapie genutzt.
Betastrahlen werden auch – neben Röntgen- und Gammastrahlung – bei der Strahlensterilisation eingesetzt.
Die Radiometrische Staubmessung, ein Verfahren zur Messung von gasgetragenen Stäuben, nutzt die Absorption von Betastrahlen. Als Strahlungsquellen werden beispielsweise 14C und 85Kr verwendet.
Betastrahlen aus dem Zerfall von Tritium werden für Tritiumgaslichtquellen genutzt und sind prinzipiell auch für Betavoltaik nutzbar.

## Künstliche Elektronenstrahlen
Gelegentlich werden freie Elektronen, die künstlich (z. B. von einer Glühkathode) erzeugt und in einem Teilchenbeschleuniger auf hohe Energie gebracht wurden, ungenau ebenfalls als Betastrahlung bezeichnet. Auch der Name des Elektronenbeschleuniger-Typs Betatron weist darauf hin.